# Freie Klasse
Freie Klasse ist eine in Mittel- und Nordeuropa seit den 1980er Jahren verbreitete Bewegung der Zeitgenössischen Kunst. Die erste Freie Klasse bildete sich 1987 in München; weitere Freie Klassen sind belegt in Berlin, Braunschweig, Dublin, Helsinki, Kopenhagen, Stuttgart, Wien und Hamburg.

## Bedeutung des Namens und Ziele
Der Name Freie Klasse bezieht sich auf die an traditionell-verfassten Kunstakademien übliche Lehre in Meisterklassen (Abteilungen), die in Klassen für angewandte Kunst (Design, Medien etc.) und freie Kunst (Bildhauerei, Malerei) unterschieden werden. Die Selbstbenennung Freie Klasse durch die erste Freie Klasse in München ironisiert diesen Sachverhalt und stellt eine subversive Über-Affirmation dar, die eine Befreiung von den Zwängen der Meisterklassen-Akademie durch Selbstbefreiung einfordert. Die Benennung spielt mit dem Begriffsfeld der Klasse: Eine der ersten Fotoarbeiten der Freien Klasse heißt Klasse! Frei!
Gemeinsam sind den Freien Klassen
- eine Kritik am Kunstbetrieb und an der Lehre von Kunsthochschulen,
- die, zum Teil kollektive, Kollaboration ihrer Mitglieder
- die Selbstorganisation der Ökonomie der Gruppe.

Im Gegensatz zu anderen Kunstbewegungen streben Freie Klassen weder eine ästhetische Schule, eine homogene Theoriebildung oder eine besondere Kunstmarkt-Repräsentanz an. Die Bewegung ist heterogen und einzelne Gruppen kurzlebig. Manche Gruppe begreift sich als kollektive Autorin ihrer Werke, andere als Zusammenhang künstlerischer Persönlichkeiten. Auch die Anbindung an eine Hochschule ist nicht durchgängig.

## Geschichte der Freien Klasse
1987 gründeten Studierende an der Akademie der Bildenden Künste in München (u. a. Thomas Demand, Wolfgang Groh, Hermann Hiller, Wilhelm Koch, Gottfried Weber-Jobe, seit 1991 Ralf Homann) die Freie Klasse München als radikale künstlerische Kritik an der künstlerischen Ausbildung. Ein erster Schritt war die Raumnahme des Vestibüls der Akademie als Klassenzimmer und selbstorganisierter Ausstellungsort. Die Freie Klasse München feierte 2007 mit der Ausstellung Die Freie Klasse denkt weiter (nach) in der Galerie der Künstler des BBK in München ihr 20-jähriges Schaffen.
1988 erhält die Freie Klasse München den Wanderpokal der Freien Klassen in der damaligen Hochschule der Künste in Berlin auf der Ausstellung Play Off (mit Bettina Allamoda, Marius Babias, Maria Eichhorn, Thomas Emde, Andreas Ginkel, Wolfgang Groh, Hans Hemmert, Christoph Hildebrand, Hermann Hiller, Wilhelm Koch, Markus Linnenbrink, Tynne Pollmann, Gottfried Weber, Frank Wiebe, Georg Zey).
1989 gründen in Dublin Gerard Green, Michael O’Cleary, Michael McSweeny, Mick Cleary, Catherine Phillips, Brian McMurphy, Colmn Brannon u. a. am National College of Art and Design die Free Class of Dublin, mit einem Gründungsfest in der Ausstellung wonderfull necessities/riachtanais iontacha zusammen mit der Freien Klasse München. Auf Dubliner Initiative entstand 1990 die Splittergruppe Free Class of Danmark in Kopenhagen.
1989 entsteht infolge der Ausstellung Play Off die Freie Klasse Berlin. Am Fachbereich 1 der HdK (jetzt UdK) schließen sich Studierende der ehemaligen Strautmanis Klasse, der Klasse Hrdlicka und der Klasse Tajiri zusammen. Als Arbeitsräume für die Freie Klasse werden die Räume der ehemaligen Strautmanis Klasse und der Klasse Hrdlicka besetzt. Die Freie Klasse Berlin wird als interdisziplinäres, studentisches Projekt von der damaligen HdK (jetzt UdK) anerkannt und von Studierenden gemacht, erhalten und an Studierende weitergegeben. In diesem Sinne ist die Freie Klasse Berlin eine Institution in der Institution Hochschule mit eigenen Regeln, mit einer (Selbst)verwaltung, Räumen, Geräten und einem Etat. Die Freien Klassen in München und Dublin verstehen sich weiterhin als unabhängig-anarchische Zusammenhänge.
1988/89 breiten sich Freie Klassen im Zuge der UniMut-Streiks an westdeutschen und Westberliner Hochschulen an weiteren deutschen Kunsthochschulen aus. An der Kunsthochschule Braunschweig entsteht die Freie Frauenklasse (u. a. Ana Dimke, Alexandra Gerbaulet, Franziska Wicke), an der Hochschule der Künste Berlin die Freie Performance-Klasse.
1994 bilden Mitglieder der Freien Klasse Berlin nach ihrem Hochschulabschluss die Klasse 2, um die Marke weiter nutzen zu können. Dies wäre auf Grund der institutionellen Einbettung der Freien Klasse Berlin in die Hochschule ansonsten nicht möglich.
1997 konstituierte sich die Freie Klasse Wien an der damaligen Hochschule jetzt Universität für angewandte Kunst in Wien (u. a. Christa Benzer, Sandro Droschl, Andreas Fogarasi, Ulrike Müller).
1998 findet auf Einladung der Freien Klasse München ein erstes internationales Treffen der Freien Klassen und weiterer selbstorganisierter Kunstkollektive statt: Der Kongress Für eine bessere Welt – Freie Klassen aller Länder in der Münchner Künstlerwerkstatt Lothringerstraße.